# Lista de alcaidarias-mores em Portugal
Esta é uma lista das Alcaidarias-Mores criadas em Portugal.

## História
Os Alcaides-Mores eram os representantes da Coroa numa determinada cidade ou vila. Nomeados pelo Rei, desempenhavam diversas funções militares e administrativas. No período medieval residiam primordialmente nos castelos. As Alcaidarias-Mores eram geralmente uma dignidade hereditária, sendo sinal de honra e prestígio. Da importância da terra advinha o prestígio da respectiva Alcaidaria-Mor.
No protocolo nobiliárquico os Alcaides-Mores figuravam logo atrás dos Senhores de terras (detentores de Senhorios).

## Alcaidarias-Mores
| Brasão | Honra                   | Criação          | Primeiro Titular | Tipo           | Ref   |
| ------ | ----------------------- | ---------------- | ---------------- | -------------- | ----- |
|        | Alcaide-Mor de Belmonte | D. Afonso V 1466 | Fernão Cabral    | juro e herdade | [ 1 ] |